# Conistra kasyi
Conistra kasyi là một loài bướm đêm trong họ Noctuidae.